# Юридическая литература
Юриди́ческая литерату́ра — советское и российское издательство.

## История
Старейшее юридическое издательство страны было создано 12 декабря (25-го по новому стилю) 1917 года в форме специализированного издательского отделения Народного комиссариата юстиции РСФСР (НКЮ). В его задачи входило издание «Собрания узаконений и распоряжений Рабочего и Крестьянского Правительства».
19 декабря 1917 года постановлением НКЮ отделение преобразовано в самостоятельный литературно-издательский отдел, который ведал всеми периодическими и непериодическими изданиями НКЮ и состоял из трех отделений. Первое издавало «Собрание узаконений и распоряжений Рабочего и Крестьянского Правительства», второе выпускало журнал НКЮ «Пролетарская революция и право», третье отделение выполняло функции бюро печати. В 1922 году произошло преобразование отдела в Юридическое издательство НКЮ.
В 1930 году постановлением Совета Народных Комиссаров РСФСР издательство передано в ведение Объединения государственных книжно-журнальных издательств (ОГИЗ) при Народном комиссариате просвещения. В 1932 году оно стало называться "Государственное издательство «Советское законодательство», а в 1936 году преобразовано в «Юридическое издательство» НКЮ СССР. С 1949 года по 1953 год под названием «Государственное издательство юридической литературы» («Госюриздат») было подведомственно Главполиграфиздату при Совете Министров СССР, а с образованием Министерства культуры СССР до 1963 года находилось в его ведении.
В августе 1963 года «Госюриздат» преобразован в центральное издательство «Юридическая литература» Госкомитета Совета Министров СССР по печати. Издательство получило преимущественное право выпуска литературы по вопросам государства и права. На него возлагалась обязанность по опубликованию всех видов юридической литературы: научных исследований, справочной и специальной литературы, учебников, учебных и практических пособий, научно-популярных и иных книг и брошюр. Издательство выпускало Собрание постановлений Правительства СССР, Собрание постановлений Правительства РСФСР, Бюллетень Верховного Суда РСФСР, журнал «Советская юстиция» (впоследствии «Российская юстиция»), Бюллетень нормативных актов федеральных органов исполнительной власти.
Начало демократических преобразований конца 1980-х годов «Юридическая литература» встретила как специализированное центральное издательство Госкомиздата СССР.
Богатейший опыт издания юридической литературы, официального опубликования нормативных правовых актов, накопленный коллективом «Юридической литературы» за десятилетия своей деятельности, стал веским аргументом в пользу того, чтобы именно на него Президент Российской Федерации возложил важнейшую функцию по официальному опубликованию федеральных законов, обнародование которых согласно статье 84 Конституции Российской Федерации отнесено к полномочиям Президента. В связи с этим на основании распоряжения Президента Российской Федерации от 8 августа 1992 года издательство изменило свой правовой статус.
В соответствии с Уставом, утвержденным Указом Президента Российской Федерации от 3 апреля 1997 года, с изменениями и дополнениями, внесенными Указами Президента Российской Федерации от 7 июня 2003 года и от 22 марта 2005 года, издательство стало государственным учреждением, находящимся в ведении Администрации Президента Российской Федерации.
В процессе совершенствования правового положения государственных учреждений страны Президент Российской Федерации Указом от 31 января 2012 года «О государственном учреждении — издательстве „Юридическая литература“ Администрации Президента Российской Федерации» утвердил обновленный Устав издательства, возложив на Управление делами Президента Российской Федерации осуществление функций и полномочий его учредителя.
Указ и утвержденный им Устав вновь подтвердили статус издательства как официального публикатора федерального законодательства в соответствии с государственным заданием.
Целями деятельности издательства являются: официальное опубликование и распространение международных договоров Российской Федерации, федеральных конституционных законов, федеральных законов, актов палат Федерального Собрания Российской Федерации, указов и распоряжений Президента Российской Федерации, постановлений и распоряжений Правительства Российской Федерации, решений Конституционного Суда Российской Федерации, актов федеральных органов исполнительной власти; издание сборников законодательства и комментариев к нему, сборников судебной практики, учебной, научной, научно-популярной и справочной юридической литературы.
Издательство осуществляет выпуск официальных периодических изданий — бюллетеня «Собрание законодательства Российской Федерации», Бюллетеня международных договоров, других периодических изданий, в том числе учреждаемых Администрацией Президента Российской Федерации и федеральными органами государственной власти, обеспечивает по заданию Администрации Президента Российской Федерации выпуск печатных изданий для государственных нужд.
В настоящее время издательство имеет статус государственного учреждения, находящегося в ведении Администрации Президента Российской Федерации. Официальное название — Государственное учреждение «Издательство „Юридическая литература“» Администрации Президента Российской Федерации.

## Издательская деятельность
Издаёт научную, учебную, справочную, научно-популярную литературу по вопросам государства и права, государственному и правовому строительству.
В советское время издавало собрания постановлений правительства СССР и правительства РСФСР, сборники законодательных актов Советского государства, литературу к выборам в Верховные Советы СССР и РСФСР, в местные Советы народных депутатов, по вопросам опыта государственного и правового строительства в социалистических странах. Издало книжные серии — «Социализм: опыт, проблемы, перспективы», «Империализм: события, факты, документы», «Из истории политической и правовой мысли», «Библиотечка следователя», «Библиотечка народного судьи».
В 1977 году выпущено 137 книг и брошюр объёмом 80 миллионов печатных листов-оттисков тиражом свыше 8,1 миллионов экземпляров.
В 1979 году выпущено 138 книг и брошюр тиражом свыше 9,4 миллионов экз.
Издаёт журнал «Российская юстиция».
В настоящее время специализируется на издании правовой литературы; официальный публикатор федеральных законов, постановлений палат Федерального Собрания, указов Президента, постановлений и распоряжений Правительства, решений Конституционного Суда Российской Федерации.

## Награды
- Орден «Знак Почёта» (1977)[2][4][3]